# Jin-sü
Jin Sü je archeologická lokalita v čínské provincii Che-nan, kde se nachází pozůstatky posledního hlavního města dynastie Šang (1766 př. n. l. - 1050 př. n. l.). Zdejší město bylo znovuobjeveno až na samém konci 19. století a dnes je jednou z nejstarších čínských archeologických lokalit.
Od roku 2006 je součástí Seznam světového dědictví UNESCO.